# Линтур, Пётр Васильевич
Пётр Васильевич Линтур (4 мая 1909 — 2 февраля 1969) — русинский фольклорист, литературовед, педагог и общественный деятель русофильской ориентации из Закарпатья.

## Биография
Родился 4 мая 1909 года в селе Горонда (Береговская жупа, Австро-Венгрия, ныне Мукачевский район Закарпатской области). В 1930 году окончил русскую гимназию в Мукачево, в 1935 — Карлов университет в Праге, в 1935—1936 годах изучал славянскую филологию в Белградском университете.
В 1938 году начал работать преподавателем в русской гимназии в Хусте. С этого времени он начал собирать фольклор. Организовал литературный кружок среди учащихся, издал сборник стихов поэтов-студентов «Будет день» (1941). Был уволен оккупационными венгерскими властями, и в 1942—1944 находился под надзором полиции.
В 1944 году после вступления советских войск в Закарпатье занялся активной общественной деятельностью. Пётр Линтур был избран на 1 съезд народных комитетов в Мукачеве, заместителем председателя Народной Рады Закарпатской Украины, заведующим отделом искусств. При этом он не разделял линию на украинизацию Закарпатья. Принимал участие в работе православного съезда в Мукачево (18 ноября 1944), на котором было принято решение о присоединении Карпаторусской Церкви к Московскому Патриархату.
Пётр Линтур в декабре 1944 отправился в Москву вместе с делегацией православной церкви. Он пытался убедить советское руководство в ошибочности украинизации Закарпатья, выступал за создание отдельной Карпаторусской Советской республики либо автономную республику в составе РСФСР.
В 1945—1946 годах принимал активное участие в создании Ужгородского государственного университета, музыкального и художественного училищ, картинной галереи. Советские власти остро реагировали на его выступления в защиту «русских традиций края».
С 1950 года работал в Ужгородском университете, исследовал закарпатскую литературу, журналистику и фольклор. Записал и издал в переводе на украинский язык народные сказки и баллады Закарпатья, которым посвятил теоретическое исследование «Народные баллады Закарпатья и их славянские связи» (1963), в частности, сказки сказителя А. С. Калина. 
Умер в Ужгороде 2 февраля 1969 года.